# 5741 (ano hebraico)
5741 (hebraico: ה'תשמ"א) foi um ano hebraico correspondente ao período após o pôr do sol de 10 de setembro de 1980 até ao pôr do sol 28 de setembro de 1981 do calendário gregoriano.
| Mês judaico | Calendário gregoriano                                                                  |
| ----------- | -------------------------------------------------------------------------------------- |
| Tishrei     | após o pôr do sol de 10 de setembro de 1980 até ao pôr do sol de 10 de outubro de 1980 |
| Cheshvan    | após o pôr do sol de 10 de outubro de 1980 até ao pôr do sol de 8 de novembro de 1980  |
| Kislev      | após o pôr do sol de 8 de novembro de 1980 até ao pôr do sol de 7 de dezembro de 1980  |
| Tevet       | após o pôr do sol de 7 de dezembro de 1980 até ao pôr do sol de 5 de janeiro de 1981   |
| Shevat      | após o pôr do sol de 5 de janeiro de 1981 até ao pôr do sol de 4 de fevereiro de 1981  |
| Adar I      | após o pôr do sol de 4 de fevereiro de 1981 até ao pôr do sol de 6 de março de 1981    |
| Adar II     | após o pôr do sol de 6 de março de 1981 até ao pôr do sol de 4 de abril de 1981        |
| Nissan      | após o pôr do sol de 4 de abril de 1981 até ao pôr do sol de 4 de maio de 1981         |
| Iyyar       | após o pôr do sol de 4 de maio de 1981 até ao pôr do sol de 2 de junho de 1981         |
| Sivan       | após o pôr do sol de 2 de junho de 1981 até ao pôr do sol de 2 de julho de 1981        |
| Tammuz      | após o pôr do sol de 2 de julho de 1981 até ao pôr do sol de 31 de julho de 1981       |
| Av          | após o pôr do sol de 31 de julho de 1981 até ao pôr do sol de 30 de agosto de 1981     |
| Elul        | após o pôr do sol de 30 de agosto de 1981 até ao pôr do sol de 28 de setembro de 1981  |

## Dados sobre 5741
- Ano embolístico incompleto (chaserah): 383 dias
- Cheshvan e Kislev com 29 dias
- Ciclo solar: 1º ano do 206º ciclo
- Ciclo lunar: 3º ano do 303º ciclo
- Ciclo Shmita: 1º ano
- Ma'aser Sheni (dízimo para Jerusalém)

## Fatos históricos
- 1911º ano da destruição do Segundo Templo
- 33º ano do estabelecimento do Estado de Israel
- 14º ano da libertação de Jerusalém